# Roman Wladimirowitsch Gerus

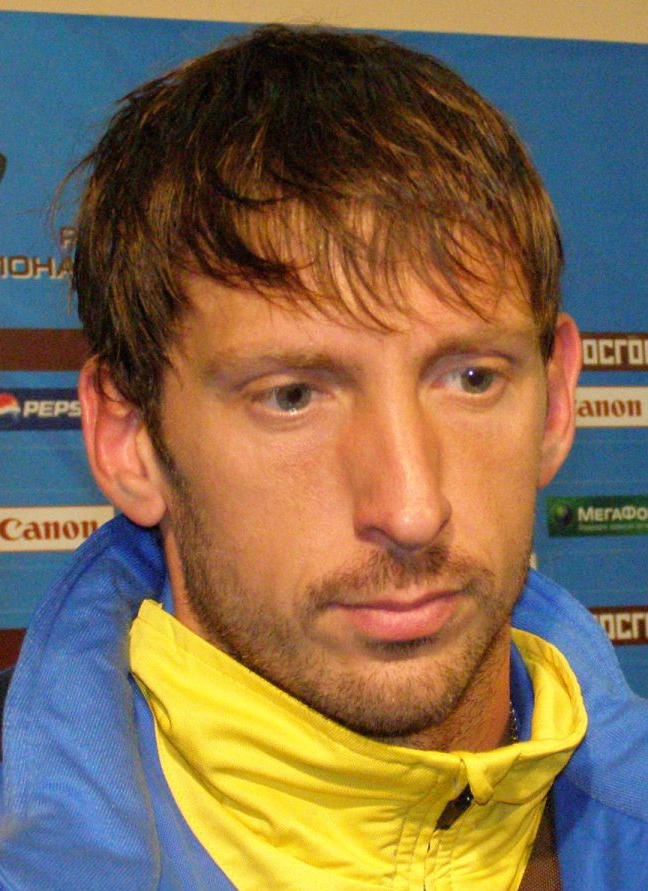
Roman Gerus

Roman Wladimirowitsch Gerus (russisch Роман Владимирович Герус; * 14. Februar 1980 in Tichorezk) ist ein russischer Fußballtorhüter.

## Karriere
Roman Gerus begann seine Profi-Karriere im Januar 2001 bei Tschernomorez Noworossijsk, wo er aber keinerlei Profispiele absolvierte. 2004 wechselte er zu Lutsch-Energija Wladiwostok, von wo er im Juli 2004 an den Saturn Ramenskoje ausgeliehen wurde. Im Januar 2005 kam er zurück zu Lutsch-Energija Wladiwostok und blieb dort bis zum Ende der Saison 2006. Im Januar 2007 kam er schließlich zum FK Rostow und absolvierte in der Saison 2007 insgesamt 25 Spiele für den FK Rostow in der Premjer-Liga. Trotz des 16. Tabellenplatzes und des damit verbundenen Abstieg blieb er als Torwart beim Verein und spielte mit diesem 2008 in der 1. Division. 2010 wechselte er zum kasachischen Verein Lokomotive Astana, mit dem er den kasachischen Pokal gewinnen konnte. 2011 kehrte der Torwart nach Russland zum Zweitligisten Dynamo Brjansk, den er bereits im Januar 2012 Richtung Amkar Perm verließ, zurück. Im Sommer 2016 wurde er vom Premjer-Liga-Aufsteiger Arsenal Tula unter Vertrag genommen.